# Nathalie Hugo
 (juillet 2015).
Si vous disposez d'ouvrages ou d'articles de référence ou si vous connaissez des sites web de qualité traitant du thème abordé ici, merci de compléter l'article en donnant les références utiles à sa vérifiabilité et en les liant à la section « Notes et références ».
Nathalie Hugo, née le 28 septembre 1975 est une actrice, animatrice de télévision et présentatrice franco-belge.

## Biographie
Elle est, depuis 2004, la présentatrice d'Euromillions pour la France et la Belgique francophone
jusqu'à au moins fin 2013.
Dans le livre audio Quand souffle le vent du nord de Daniel Glattauer, elle a prêté sa voix au personnage d'Emmy Rothner. Elle a également enregistré le livre audio Le Cercle littéraire des amateurs d'épluchures de patates.
Elle a prêté sa voix au personnage de Pinkie Pie dans la série télévisée d'animation américano-canadienne  My Little Pony créée par Lauren Faust.

## Filmographie
- 1998 : Tout le monde peut se tromper de Fabian Charles : Valerie Ferrati

## Doublage

### Cinéma

#### Films
- 2006 : The Marine : Kate Triton (Kelly Carlson)
- 2012 : The Marine 3: Homefront : Amanda Carter (Camille Sullivan)
- 2009 : Paintball : Anna (Jennifer Matter)
- 2010 : Space Battleship : Yuki Mori (Meisa Kuroki)
- 2018 : I Still See You : Anna Calder (Amy Price-Francis)

#### Films d'animation
- 2004 : T'choupi : Anna (la mère de Pilou)
- 2010 : Naruto Shippuden: The Lost Tower : Sakura Haruno
- 2011 : Barbie : Un merveilleux Noël : Christie Clauson (chant)
- 2013 : Equestria Girls : Pinkie Pie
- 2014 : Rainbow Rocks : Pinkie Pie
- 2015 : Phinéas et Ferb : Kick Kasskoo : Jackie
- 2015 : Friendship Games : Pinkie Pie
- 2016 : Legend of Everfree : Pinkie Pie
- 2017 : My Little Pony : Le Film : Pinkie Pie

### Télévision

#### Séries télévisées
- Britannia High : Anna, le professeur de musique
- Cendrillon de la série Les Contes de Grimm
- Championnes à tout prix : Summer Van Horn
- Floricienta : Delfina Rosita
- Jonas L.A. : Sandy Jonas
- Le Messager des ténèbres : Maya Kandinski
- Torchwood : Suzie Costello
- The Bridge : Saga Norén
- 2018[3]-2021 : Mocro Maffia : ? (?)[4]
- 2020 : The Head : Ebba Ullman (Sandra Andreis (de)) (saison 1)
- depuis 2022 : Super Pumped : Bonnie Kalanick (Elisabeth Shue)

#### Téléfilms
- 2019 : La fiancée de Noël : Lucy Lovett (Ashley Greene)
- 2020 : Le secret de mes 16 ans : Kayla Anderson (Lindsey McKeon)

#### Séries d'animation
- Babe My Love : Rié
- Elle et lui : Rika Sena
- Eureka Seven : Gidget
- Kérity la maison des contes : Cendrillon
- Kick Kasskoo : Jackie
- Magic Knight Rayearth : Hikaru, Yuri, Mokona
- My Little Pony : Les amies, c'est magique : Pinkie Pie
- My Little Pony: Pony Life : Pinkie Pie
- Naruto : Haku, Anko Mitarashi
- Naruto Shippûden : Anko Mitarashi , Sakura Haruno (épisodes 154 à 208)
- Tokyo Mew Mew : Corina du Jardin de Montéclair
- Princesse Sofia : Pimprenelle
- One Piece : Yamato
- Avengers Rassemblement : Natasha Romanoff/Black Widow

## Télévision

### Émission
- EuroMillions : Présentatrice sur La Une depuis 2004[5]